# Slivovik
Slivovik (Bulgaars: Сливовик) is een dorp in het noordwesten van Bulgarije. Het dorp is gelegen in de gemeente Medkovets in oblast Montana. Het dorp ligt ongeveer 22 km ten noordwesten van Montana en 101 km ten noordwesten van Sofia.

## Bevolking
Op 31 december 2020 telde het dorp Slivovik 356 inwoners. Het aantal inwoners vertoont al vele jaren een dalende trend: in 1946 had het nog 1.948 inwoners.
In het dorp wonen voornamelijk etnische Bulgaren en Roma. In de optionele volkstelling van 2011 identificeerden 339 van de 416 ondervraagden zichzelf als etnische Bulgaren, oftewel 81%. Het overige deel van de bevolking bestond vooral uit etnische Roma (73 personen, oftewel 18%).
| Etnische samenstelling van de respondenten (2011) | Etnische samenstelling van de respondenten (2011) | Etnische samenstelling van de respondenten (2011) | Etnische samenstelling van de respondenten (2011) | Etnische samenstelling van de respondenten (2011) |
| ------------------------------------------------- | ------------------------------------------------- | ------------------------------------------------- | ------------------------------------------------- | ------------------------------------------------- |
|                                                   |                                                   |                                                   |                                                   |                                                   |
| Bulgaren                                          | Bulgaren                                          |                                                   | 81,49%                                            | 81,49%                                            |
| Turken                                            | Turken                                            |                                                   | 0,00%                                             | 0,00%                                             |
| Roma                                              | Roma                                              |                                                   | 17,55%                                            | 17,55%                                            |
| Anders/Onbekend                                   | Anders/Onbekend                                   |                                                   | 0,96%                                             | 0,96%                                             |